# Tenbosse
Le Tenbosse est un mont des Ardennes flamandes situé sur la commune de Brakel dans la province belge de Flandre-Orientale.

## Cyclisme
Le Tenbosse est surtout connu pour son ascension lors des classiques flandriennes et plus particulièrement lors du Tour des Flandres. C'est une bosse asphaltée de 450 mètres de longueur à 6,9 % de moyenne. Il s'agit en fait de la rue Tenbossestraat de la commune de Brakel, ce qui en fait un des rares monts urbains de la course.
C'est une difficulté traditionnelle du Tour des Flandres mais elle n'a été référencée qu'à partir de 1997 après les deux premiers succès de Johan Museeuw qui y avait à chaque fois construit sa victoire. Le belge rééditera une troisième fois le scénario en 1998.
Le Tenbosse est traditionnellement l'antépénultième difficulté du « Ronde » avant le duo Muur-Kapelmuur/Bosberg sauf entre 2007 et 2009 où figurait l'Eikenmolen. Sur le parcours, il succède généralement au Berendries ou au Valkenberg, comme en 2011.
Le Tenbosse apparait régulièrement au programme d'autres semi-classiques belges comme le Omloop Het Nieuwsblad (anciennement Het Volk).